# 巨藤
巨藤（学名：Calamus manan），为棕榈科省藤属下的一个植物种。其种加词“Giganteus”意为“巨大的”。